# Gozdna železnica
Gozdna železnica je način kopenskega transporta, namenjenega predvsem za prevoz lesa iz velikih gozdnih območij do industrijskih obratov (žag), glavnih cest ali regionalnih železnic.
Proga gozdne železnice je narejena  iz dveh vzporednih jeklenih tirnic in enostavnih lesenih pragov, ki držijo tirnici na pravilni medsebojni oddaljenosti (tirni širini). Tirna širina pri gozdnih železnicah je običajno 600 ali 760 mm, planum proge pa je širok od 1,5 do 2,2 m. Tudi ostali gradbeni objekti (mostovi, vodni propusti) so enostavni, največkrat zgrajeni iz lesa.